# Microananteris serrulata
Espèce
Microananteris serrulata est une espèce de scorpions de la famille des Ananteridae.

## Distribution
Cette espèce est endémique de Guyane. Elle se rencontre vers Roura dans la réserve naturelle régionale Trésor.

## Description
La femelle holotype mesure 14,00 mm.

## Systématique et taxinomie
Cette espèce a été décrite par Lourenço en 2021.

## Publication originale
- Lourenço, 2021 : « The genus Microananteris Lourenço, 2003 in French Guiana (Scorpiones: Buthidae). » Zoosystema, vol. 43, no 20, p. 377-386.